# Circondario di Castrovillari
Il circondario di Castrovillari era uno dei circondari in cui era suddivisa la provincia di Cosenza.

## Storia
Con l'Unità d'Italia (1861) la suddivisione in province e circondari stabilita dal Decreto Rattazzi fu estesa all'intera Penisola.
Il circondario di Castrovillari fu abolito, come tutti i circondari italiani, nel 1927, nell'ambito della riorganizzazione della struttura statale voluta dal regime fascista. Tutti i comuni che lo componevano rimasero in provincia di Cosenza.

## Suddivisione
Nel 1863, la composizione del circondario era la seguente:
1. Mandamento I di Amendolara
  - Albidona, Amendolara, Castroregio, Roseto Capo Spulico, Trebisacce
2. Mandamento II di Cassano all'Ionio
  - Cassano all'Ionio, Civita, Francavilla Marittima
3. Mandamento III di Castrovillari
  - Castrovillari, Frascineto, San Basile, Saracena
4. Mandamento IV di Cerchiara
  - Cerchiara, Plattici, San Lorenzo Bellizzi, Villapiana
5. Mandamento V di Lungro
  - Acquaformosa, Altomonte, Firmo, Lungro
6. Mandamento VI di Morano Calabro
  - Morano Calabro
7. Mandamento VII di Mormanno
  - Laino Borgo, Laino Castello, Mormanno, Papasidero
8. Mandamento VIII di Oriolo
  - Alessandria del Carretto, Canna, Montegiordano, Nocara, Oriolo, Rocca Imperiale
9. Mandamento IX di San Sosti
  - Malvito, Mottafollone, San Donato, San Sosti, Santa Caterina Albanese, Sant'Agata di Esaro
10. Mandamento X di Spezzano Albanese
  - San Lorenzo del Vallo, Spezzano Albanese, Tarsia, Terranuova